# Orobanche amoena
Orobanche amoena är en snyltrotsväxtart som beskrevs av Carl Anton von Meyer. Orobanche amoena ingår i släktet snyltrötter, och familjen snyltrotsväxter. Inga underarter finns listade i Catalogue of Life.